# Суперфин, Габриэль Гаврилович
Габриэ́ль Гаври́лович Суперфи́н (род. 18 сентября 1943, Кез, Удмуртская АССР) — филолог и историк, архивист и источниковед, участник правозащитного движения в СССР.

## Биография
Родился в семье Гавриила Ипполитовича Суперфина (1904—1943) и Баси Григорьевны Позиной (1909—1978), инженера; на Урале, в эвакуации; отец умер ещё до его рождения. В 1964—1969 годах учился на отделении русской филологии историко-филологического факультета Тартуского университета (ученик профессора Ю. М. Лотмана), отчислен по представлению КГБ.
В 1970—1972 годах — один из редакторов подпольного правозащитного бюллетеня «Хроника текущих событий».
В июле 1973 года арестован, в мае 1974-го приговорён Орловским областным судом по статье 70 Уголовного кодекса РСФСР (антисоветская агитация и пропаганда) к пяти годам заключения и двум годам ссылки. Срок отбывал в пермских политических лагерях и Владимирской тюрьме, ссылку — в селе Тургай Казахской ССР (с 1978).
В 1980—1982 годах жил в Тарту, работал в газетном киоске и в Центральном государственном архиве Эстонии.
В мае 1983 года эмигрировал из СССР, поселился в Германии. В 1984—1994 годах — сотрудник Архива Самиздата радио «Свобода». В 1995—2009 годах — архивариус Института изучения Восточной Европы Бременского университета.